# Siborgij
Siborgij je kemični element, ki ima v periodnem sistemu simbol Sg in atomsko število 106. Imenuje se po ameriškem kemiku Glennu Theodoreu Seaborgu (1912–1999).